# 加伯爾峰
47°00′25″N 12°07′16″E / 47.006858°N 12.121209°E

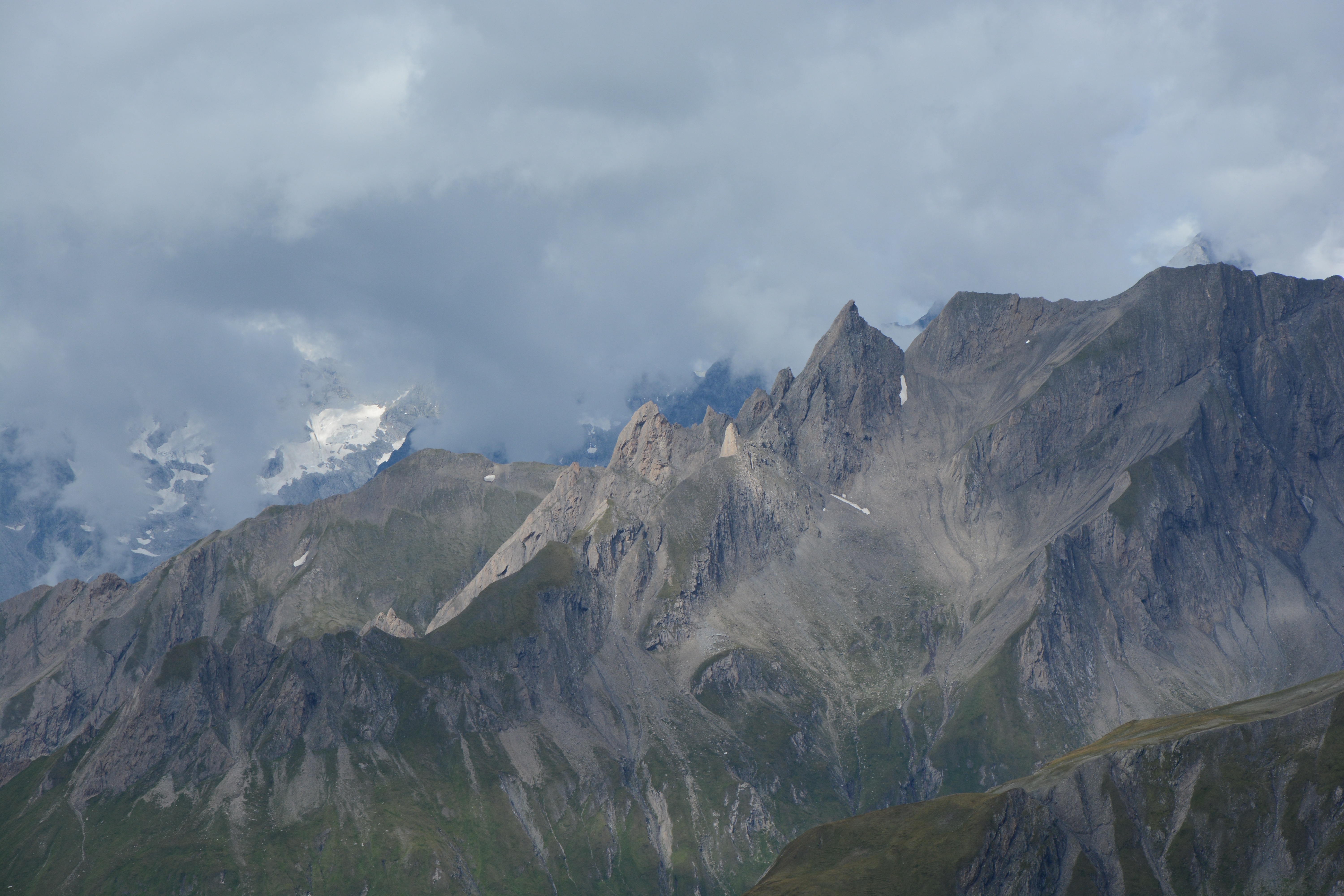

加伯爾峰（德語：Gabelspitze），是南歐的山峰，位於奧地利和意大利接壤的邊境，屬於維內迪傑山脈的一部分，海拔高度3,071米，每年平均降雨量1,874毫米，人類在1893年首次登頂。